# 于義
于義（534年—583年），表字慈恭，河南郡洛陽县人，于謹之子，随父居京兆，西魏、北周、隋朝官员。
西魏大統末年，因父亲的功績被封为平昌县伯。初任直閤将軍，後来改封广都县公。北周建国，累進安武郡太守。任内崇教化，不尚威刑。郡民張善安、王叔儿为争財产诉訟，于義说「太守德薄，这是自己不能胜任的原因，不能怪罪你们」，取自己的家財加倍给他们，让他们不要諭争訟。張善安感到羞耻，搬家到别的州去。他通过这些行为纠正民心。于義進封建平郡公。北周周明帝、周武帝时，历任西兖州、瓜州、邵州刺史。跟随征战，進位開府儀同三司。
周宣帝即位，政治日益混乱，于義上疏劝諫。宣帝見到于義的上表，说：「于義誹謗朝廷」。御正大夫顔之儀进言：「上古賢王立誹謗之木，置敢諫之鼓，尚且担心听不到意見。于義之言，不该治罪」，宣帝采納。
大象二年（580年），楊堅担任丞相，益州总管王謙之乱爆发，楊堅諮問高熲誰可以担任将軍。高熲回答：「于義有经验谋略，可以担任元帥」。楊堅开始认可了。劉昉進言「梁睿地位声望很高，不能置于于義之下」。楊堅于是作罢。任命梁睿为元帥，于義为行軍总管。王謙部将达奚惎率兵占据開遠，于義率左軍将他击破。拜任潼州总管，加上柱国。其兄于翼为太尉，其弟于智、兄子于仲文为上柱国，于氏被称为貴戚。一年之后，于義因病免职，回到長安。开皇三年四月己巳（583年4月28日），于义去世，虚龄五十。追贈豫州刺史之位，谥号剛。其子于宣道、于宣敏都很知名，于宣道的儿子是唐太宗的十八学士之一于志寧。

## 延伸阅读
[在维基数据编辑]
 《隋書·卷39》，出自魏徵《隋书》